# Comuna Jernløse
Jernløse (Jernløse Kommune) a fost o comună din comitatul Vestsjællands Amt, Danemarca, care a existat între anii 1970-2006. Comuna avea o suprafață totală de 102,57 km² și o populație de 5.948 de locuitori (în 2004), iar din 2007 teritoriul său face parte din comuna Holbæk.
1. ↑  Danske borgmestre 1970-2018 (PDF)